# Clac des doigts
Clac des doigts est une startup française fondée en 2015, qui propose des services de conciergerie par SMS.

## Concept
Clac des doigts est un service de conciergerie par SMS, destiné au grand public, disponible 7j/7. Le client formule sa demande par SMS ou sur la plateforme en ligne, puis est débité s'il accepte le devis retourné, sur lequel la startup prend une commission. Les services demandés sont variés et peuvent aller de la livraison de repas, la réservation d’un jet privé ou la recherche d’un stage. Les services de livraison sont disponibles dans les grandes villes de France.

## Historique
Clac des doigts a été créé par Albert Gardes, pilote de ligne et Damien Berullier, négociateur dans l'horlogerie de luxe en 2015.
Dès son lancement, la startup est victime de son succès et crée une offre VIP pour bénéficier du service sans attente.
En novembre 2015, Clac des doigts rejoint l'incubateur d'entreprises Village by CA, puis en juillet 2017 Station F.
Depuis 2017, la startup développe une offre tournée vers les entreprises et prévoit qu'elle représentera la moitié de son activité en 2018.
Clac des doigts a réalisé un chiffre d'affaires de 1,6 million d'euros en 2017 et reçoit chaque mois entre 70.000 et 100.000 demandes par SMS.
En 2017, la startup réalise une levée de fonds via la plateforme de financement participatif Smartangels et récolte 762 332 €. Cette levée de fonds a notamment pour objectif de développer l'offre VIP et B2B, recruter de nouveaux ingénieurs et étendre le service à de nouvelles villes.
Depuis 2018, Clac des doigts teste, en partenariat avec Franprix, la livraison de courses à domicile en l'absence du client.